# Kokuhaku no Funsui Hiroba
- 告白の噴水広場 (Romaji: Kokuhaku no Funsui Hiroba, tên dịch ra tiếng Anh là My Confession's Fountain Plaza) là Single thứ mười bốn của nhóm Berryz Koubou thuộc Hello! Project. Nó được phát hành vào ngày 27, tháng 6, năm 2007 với nhãn hiệu PICCOLO TOWN bằng 2 phiên bản. Phiên bản chính có số Catalog PKCP-5090 và phiên bản Limited (với Bonus DVD) có số Catalog PKCP-5088.
- Một DVD Single V của bài hát đã được phát hành vào ngày 11, tháng 7, năm 2007 với cùng nhãn hiệu và số Catalog PKBP-5082.

## Credit
- Sáng tác lời: Tsunku
- Dàn dựng: Hirata Shouichirou

## Danh sách bài hát trên CD thường
1. 告白の噴水広場 (Romanji: Kokuhaku no Funsui Hiroba)
2. 青春大通り (Romanji: Seishun Oodoori)
3. 告白の噴水広場 (Instrumental) (Kokuhaku no Funsui Hiroba (Bản nhạc khí))

### Danh sách bài hát trên DVD có hạn
1. 告白の噴水広場 (Dance Shot Ver.) (Kokuhaku no Funsui Hiroba (Bản vũ đạo))

## Danh sách bài hát trên Single V
1. 告白の噴水広場 (Romanji: Kokuhaku no Funsui Hiroba)
2. 告白の噴水広場 (Close-Up Ver.) (Kokuhaku no Funsui Hiroba (Bản cận mặt))
3. メイキング映像 (Quá trình dàn dựng)

## Những buổi biểu diễn trên truyền hình
- Ngày 04, tháng 07, năm 2007 Oha Star
- Ngày 28, tháng 07, năm 2007 Melodix

## Những buổi biểu diễn phối hợp
- Hello! Project 2007 Summer 10th Anniversary Dai Kanshasai ~Hello☆Pro Natsu Matsuri~
- Berryz Koubou Concert Tour 2007 Natsu ~Welcome! Berryz Kyuuden~
- Hello! Project 2008 Winter ~Wonderful Hearts Nenjuu Mu Kyuu~

## Bảng xếp hạng và doanh thu trênOricon
| T. Hai | T. Ba | T. Tư | T. Năm | T. Sáu | T. Bảy | C. Nhật | Xếp hạng trong tuần | Lợi nhuận hàng tuần |
| ------ | ----- | ----- | ------ | ------ | ------ | ------- | ------------------- | ------------------- |
| -      | 3     | 4     | 5      | 18     | 27     | 31      | 4                   | 22.442              |
| 36     | 47    | 48    | -      | -      | -      | -       | 71                  | 1.311               |
| -      | -     | -     | -      | -      | -      | -       | 112                 | 736                 |

- Tổng doanh thu: 24.489

## Liên kết khác
- Danh mục bài hát của Berryz Koubou từ UP-FRONT WORKS: CD Lưu trữ ngày 2 tháng 9 năm 2012 tại Wayback Machine, DVD Lưu trữ ngày 13 tháng 9 năm 2012 tại Wayback Machine
- Lời bài hát từ trang projecthello.com: Kokuhaku no Funsui Hiroba, Seishun Oodoori

### Đặt hàng tại
- Limited Edition CD: CD Japan
- Regular Edition CD: CD Japan
- Single V DVD: CD Japan